# Boguszewo (gromada w powiecie monieckim)
Boguszewo – dawna gromada, czyli najmniejsza jednostka podziału terytorialnego Polskiej Rzeczypospolitej Ludowej w latach 1954–1972.
Gromady, z gromadzkimi radami narodowymi (GRN) jako organami władzy najniższego stopnia na wsi, funkcjonowały od reformy reorganizującej administrację wiejską przeprowadzonej jesienią 1954 do momentu ich zniesienia z dniem 1 stycznia 1973, tym samym wypierając organizację gminną w latach 1954–1972.
Gromadę Boguszewo z siedzibą GRN w Boguszewie utworzono – jako jedną z 8759 gromad – w powiecie monieckim w woj. białostockim, na mocy uchwały nr 19/V WRN w Białymstoku z dnia 4 października 1954. W skład jednostki weszły obszary dotychczasowych gromad Boguszewo i Lewonie ze zniesionej gminy Krypno oraz Zalesie i Niewiarowo ze zniesionej gminy Trzcianne w tymże powiecie. Dla gromady ustalono 13 członków gromadzkiej rady narodowej.
1 stycznia 1969 gromadę Boguszewo zniesiono, a jej obszar włączono do gromad Dziękonie (wsie Boguszewo, Lewonie i Zalesie) i Trzcianne (wieś Niewiarowo).